# Axiocteta rufa
Axiocteta rufa là một loài bướm đêm trong họ Erebidae.